# Svijenča
Svijenča je naseljeno mjesto u općini Konjic, Federacija Bosne i Hercegovine, BiH.
Nalazi se istočno od Konjica u kanjonu rijeke Ljute (Dindolka), između planina Visočice i Treskavice. Najbliže veće naselje je Kalinovik u RS, no naselje gravitira Konjicu i Sarajevu. Međuentitetska granica s RS se nalazi desetak km prema istoku.

## Stanovništvo

### 1991.
Nacionalni sastav stanovništva 1991. godine, bio je sljedeći:
ukupno: 116
- Muslimani – 116

### 2013.
Nacionalni sastav stanovništva 2013. godine, bio je sljedeći:
ukupno: 25
- Bošnjaci – 25

## Vanjske poveznice
- Satelitska snimka  Arhivirana inačica izvorne stranice od 10. kolovoza 2020. (Wayback Machine)